# 御手洗池 (七尾市)
御手洗池（みたらしいけ）は、石川県七尾市三引町にある池である。1985年（昭和60年）名水百選に選定された。

## 概要
背後の赤蔵山の伏流水が赤倉神社の境内御手洗池の底から600tリットル余りが毎日湧水しており、地域では「赤倉神社のお池」とも呼ばれている。

## 由来・伝承
聖武天皇の皇太子の眼病治療に使われたと言い伝えがある。
また、戦国時代、敗走した武将が愛馬とともに入水した底なし池とも言われ、元旦の未明、赤い鞍が水面に浮き上がることから、「赤蔵」の地名が生まれたとされる。

## 利水

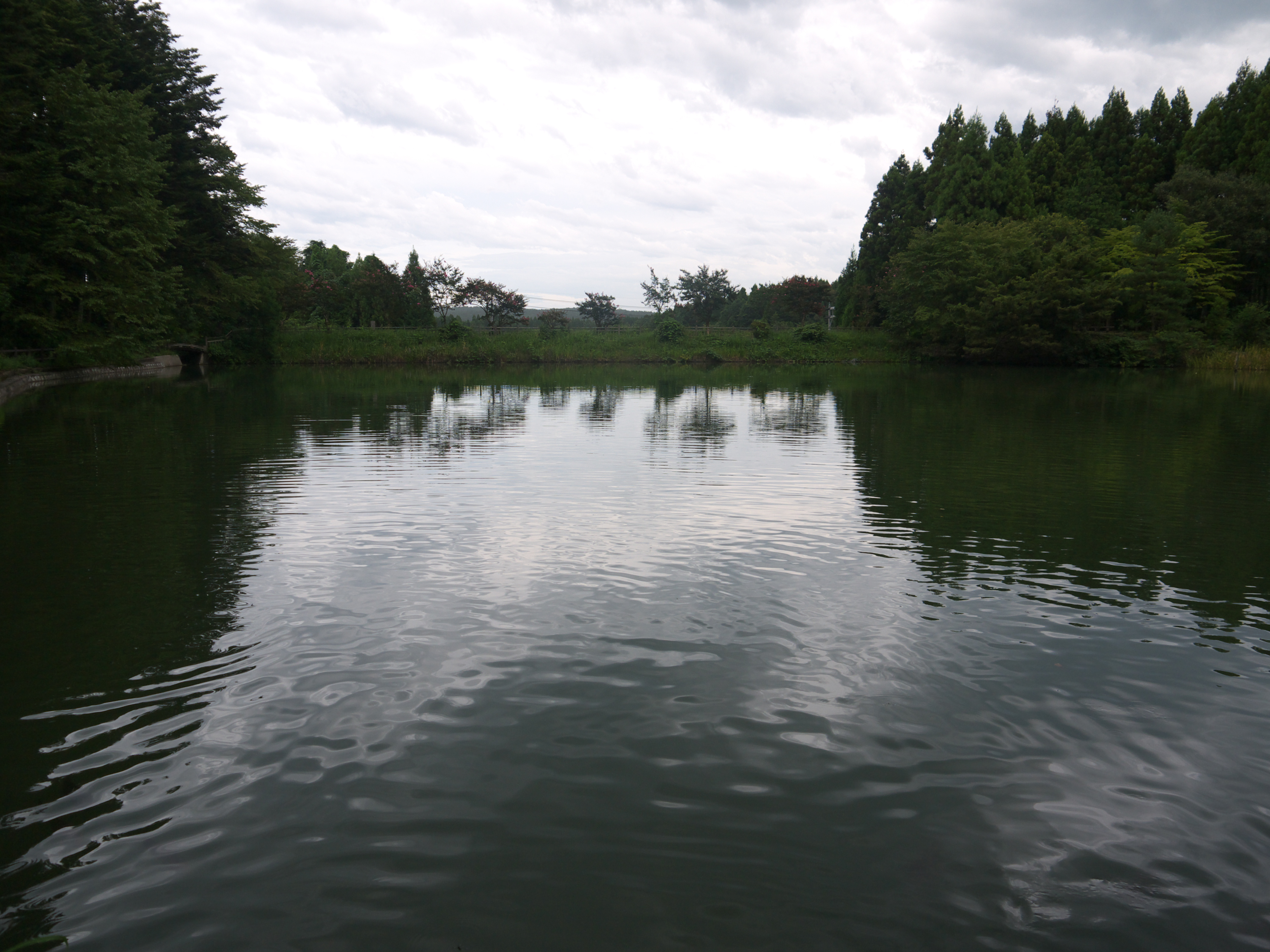
直下のみなぐち貯水池

アースダムで堰き止め、「みなぐち」と呼ばれる地点で3本の用水に注がれて周辺の水田約20haの灌漑に用いられている。ダム湖の中にはコイやフナ等が放流されていて遊歩道で周遊できる。

## 補足
- 赤倉神社の社叢は「赤倉山憩いの森」と整備されていて赤倉神社鳥居から多数の遊歩道や本殿への参道があり、この池もそのルートして多くの市民のウォーキングルートとして親しまれている。
- 赤倉神社の鳥居に駐車場があるが、参道は1km以上ある、湧水目的の場合は車で赤倉山山麓の農道を山麓沿いにまいて、「赤倉山憩いの森」への林道に入る事を推奨する。
- 1車線の農道や林道であるため、大型バスでは湧水の直近の進入は注意が必要である。
- 駐車場やトイレも整備されている。
- 池には藻類が繁殖していて煮沸しないと飲用水として利用できない。

## アクセス
- のと鉄道田鶴浜駅下車 徒歩40分
- のと里山海道上棚矢駄IC田鶴浜七尾方面 30分 （案内板を見落とさないように注意）

## 周辺
- 能登島
- 和倉温泉